# Tercdecimový akord
Tercdecimový akord je pojem z oblasti hudební teorie, označující souzvuk sedmi současně zahraných tónů, které jsou navíc poskládány podle určitých harmonických pravidel – odpovídají požadavkům terciového systému.

## Konstrukce tercdecimových akordů
V rámci většinově užívaného terciového systému jsou tercdecimové akordy odvozovány od některého z undecimových akordů přidáním malé nebo velké tercie „nad“ šestý tón akordu – vzniká tak akord, který kromě základního tónu, tercie a kvinty obsahuje jako čtvrtý tón septimu, jako pátý tón nonu, jako šestý tón undecimu a jako sedmý tón tercdecimu.
Vzhledem k tomu, že je akord složen ze sedmi různých tónů, je při jeho provedení poměrně časté vynechání některých z nich. Důvodem je jednak technická proveditelnost (například na kytaře, která má pouze šest strun neexistují pro tercdecimové akordy úplné prstoklady) , jednak snaha o zesílení významu některých intervalů tím, že jiné nezazní – vhodnými kandidáty na vynechání je například kvinta (pokud je čistá), nona (pokud je velká) nebo undecima (pokud je čistá).

## Nejběžnější typy tercdecimových akordů
Následující tabulka obsahuje základní typy tercdecimových a jejich vlastnosti. Další tercdecimové akordy a alternativní způsoby jejich značení lze nalézt v článku Seznam akordových značek.
- Značka – obsahuje běžně používanou akordickou značku nonového akordu
- Kvintakord – obsahuje název kvintakordu, na kterém je nonakord postaven pomocí terciového systému
- Septima – obsahuje typ použité septimy
- Nona – obsahuje typ použité nony
- Undecima – obsahuje typ použité undecimy
- Tercdecima – obsahuje typ použité undecimy
- Příklad – obsahuje tónové složení nonového akordu od základního tónu C
- Stupeň a stupnice – obsahuje informaci, od kterého stupně které stupnice lze akord postavit (Například V dur znamená, že tento akord postavený na pátém stupni durové stupnice obsahuje pouze tóny této stupnice – lze jej tedy použít jako dominantu v durových skladbách.)

| Značka                              | Kvintakord | Septima | Nona  | Undecima | Tercdecima | Příklad                         | Stupeň a stupnice |
| ----------------------------------- | ---------- | ------- | ----- | -------- | ---------- | ------------------------------- | ----------------- |
| {\displaystyle C^{13}\,\!}          | durový     | malá    | velká | čistá    | velká      | c - e - g - b - d - f - a       | V dur             |
| {\displaystyle C^{13/7maj}\,\!}     | durový     | velká   | velká | čistá    | velká      | c - e - g - h - d - f - a       | I dur             |
| {\displaystyle C^{13/11+/7maj}\,\!} | durový     | velká   | velká | zvětšená | velká      | c - e - g - h - d - fis - a     | IV dur            |
| {\displaystyle Cmi^{13}\,\!}        | mollový    | malá    | velká | čistá    | velká      | c - es - g - b - d - f - a      | II dur            |
| {\displaystyle Cmi^{13-}\,\!}       | mollový    | malá    | velká | čistá    | malá       | c - es - g - b - d - f - as     | VI dur            |
| {\displaystyle Cmi^{13-/9-}\,\!}    | mollový    | malá    | malá  | čistá    | malá       | c - es - g - b - des - f - as   | III dur           |
| {\displaystyle Cmi^{13-/9-/5-}\,\!} | zmenšený   | malá    | malá  | čistá    | malá       | c - es - ges - b - des - f - as | VII dur           |
| {\displaystyle Cmi^{13/7maj}\,\!}   | mollový    | velká   | velká | čistá    | velká      | c - es - g - h - d - f - a      | I mel.moll        |
| {\displaystyle Cmi^{13-/7maj}\,\!}  | mollový    | velká   | velká | čistá    | malá       | c - es - g - h - d - f - as     | I harm.moll       |